# Рельеф Барнаула

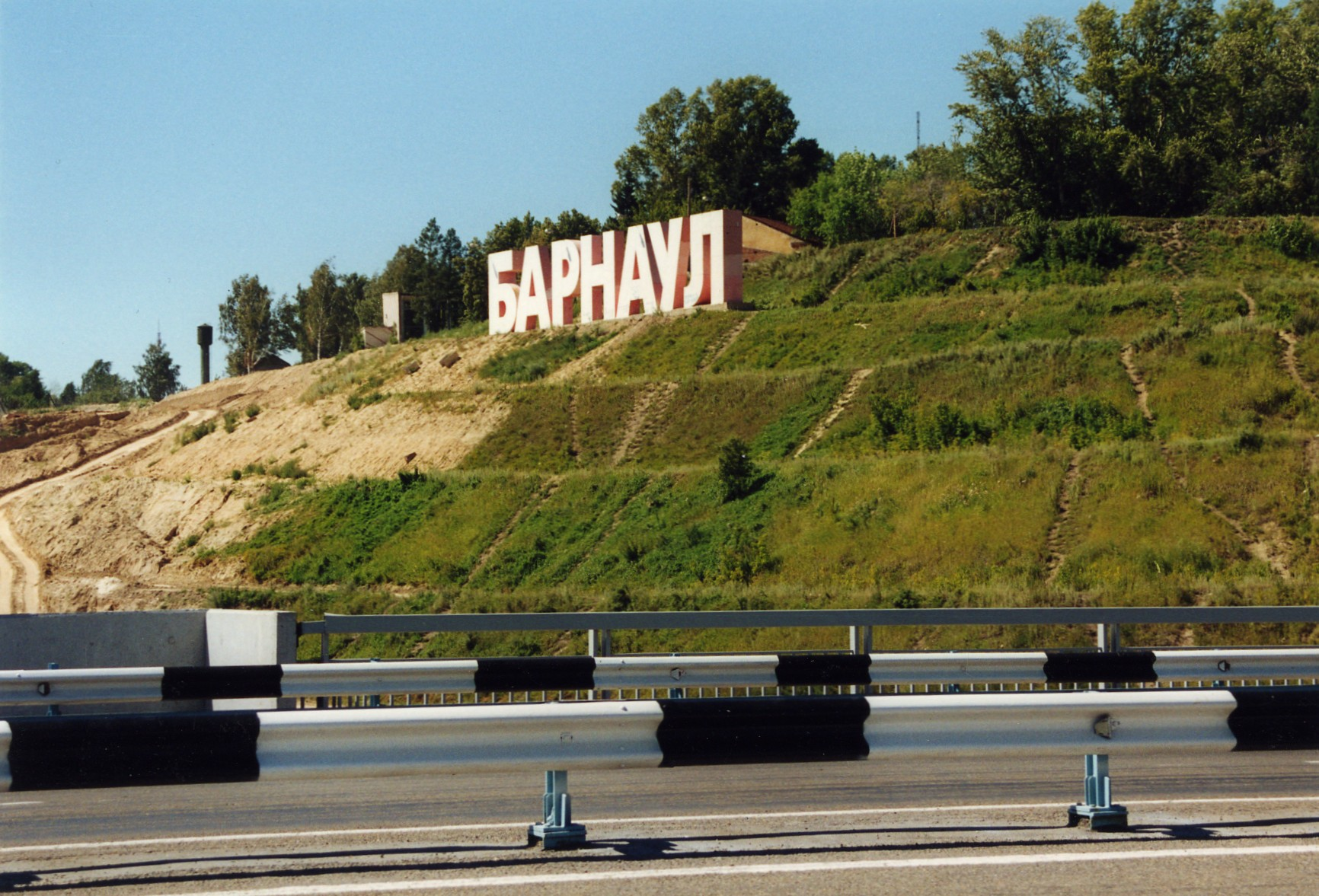
Террасированный берег Оби

Рельеф территории Барнаула определяют основные геоморфологические структуры — Приобское плато, а также долины рек Оби и Барнаулки. Город расположен главным образом на Приобском плато: северная часть (Поток, северная промзона, Ближние и Дальние Черёмушки, пос. Урожайный и Новосиликатный) и центральная часть — до улицы Молодёжной и вся нагорная территория.

## Приобское плато

### Высоты над уровнем моря

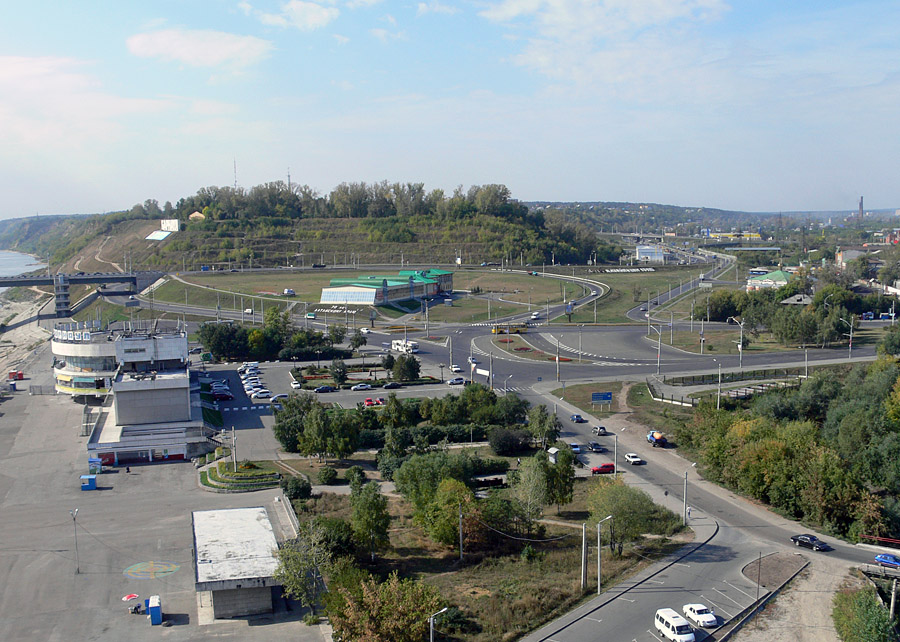
Нагорная часть города, вид с крыши БЦ «Парус»

Приобское плато в районе Барнаула - пологоувалистая равнина с абсолютными отметками высот от 230-250 м в северной части города и до 185-190 м близ границы плато с долиной реки Барнаулки. Наивысшая отметка в пределах города «251,4» м зафиксирована в Ленинском районе около Барнаульского мясокомбината.
Общий наклон поверхности плато — с северо-запада на юго-восток, к долине Барнаулки. Абсолютные отметки в южной нагорной части города изменяются от 180 до 225 м. Здесь наиболее приподнята осевая водораздельная часть, с понижениями в юго-восточном направлении к долине Оби, в северо-западном к долине Барнаулки и в северо-восточном к её устью.

### Формы рельефа и ландшафты
Рельеф плато осложнен эрозионными геоморфологическими структурами средних и мелких форм: долиной реки Пивоварки, мелкими понижениями. Наиболее крупная эрозионная форма — долина Пивоварки протяженностью 12 км. На западной окраине города существует овраг Сухой лог, протяженностью 8 км.
В пределах городской черты плато проходит через следующие ландшафты: 
- Вершинные плоские поверхности со злаково-разнотравными луговыми, ковыльными степями на выщелоченных и обыкновенных чернозёмах (северо-запад);
- Пологонаклонные возвышенные поверхности верхнего уровня плато со злаково-разнотравными луговыми степями и лугами на чернозёмах, парковымии колочными лесами на серых лесных почвах по пологим лощинам стока рек и западинам (север и северо-запад);
- Слабоволнистые лугово-степные сколновые поверхности с просадочными западинами, разделенные балками и долинами малых водотоков с лугово-степной и кустарниковой растительностью на слабосмытых чернозёмах (центральная часть);
- Плоско-бугристо-западинные поверхности с сосновыми и березовыми лесами на слабо подзолистых почвах (юг);
- Крутопадающие приречные склоны плато, местами задренованные и залесенные, с активными оврагами и оползнями (север, восток и юго-восток).

Склон Приобского плато в долине Оби довольно крутой (25-60 градусов), местами обрывистый, высотой 50-110 м. Эта форма рельефа неустойчива и подвержена суффозионным процессам, плоскостному смыву, а также изрезана оврагами. Наиболее крупные овраги около Туриной горы длиной 2,2  у деревни Ерестной — 1,2 км. Склон плато, тяготеющий к левобережной стороне долины Барнаулки, пологий (2-5 градусов), местами не выражен в рельефе. Правобережный склон, обращенный к долине Барнаулки, относительно крутой (20-50 градусов) высотой 25-40 м.

## Долины Оби и Барнаулки

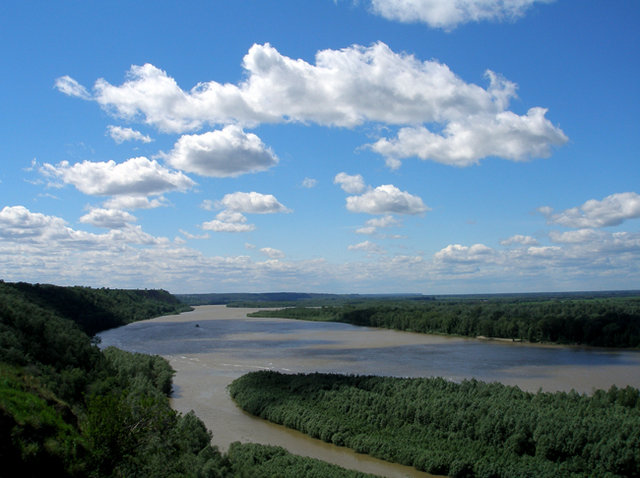
Пойма реки Оби и крутые склоны Приобского плато в Научном Городке (Барнаул)

### Поймы
Долина реки Оби обрамляет Приобское плато с севера и востока. Она представлена низкой и высокой поймой. На левобережье отмечается, в основном, ниже старого железнодорожного моста (п. Ильича) — шириной до 1,5 км и на северо-западной окраине Барнаула (район отстойников), где её ширина достигает 4 км. В правобережье пойма тянется вдоль Оби шириной 5-7 км. Высота поймы от 3 до 6 м над меженным уровнем реки, а абсолютные отметки высот составляют 132-135 м. Ландшафты долины Оби полностью состоят из водно-эрозионных поверхностей.
Террасированная долина Барнаулки — типичная аккумулятивная форма рельефа, прослеживается в центре города между улицей Молодежной и нагороной частью. Пойма неширокая (50-200 м), местами отсутствует, а высота над меженным уровнем Барнаулки колеблется от 0,5 до 2 м. В прирусловой части реки пойма подсыпана и её уровень поднят на 2-2,5 м. Данная долина полностью приурочена к ложбине древнего стока.

### Террасы
- I надпойменная терраса Барнаулки находится преимущественно на левом берегу. Ширина её составляет 500-800 м, поверхность ровная, слабо наклоненная к реке. Абсолютные отметки высот 137-150 м. Граница между I и II надпойменными террасами проходит местами по ул. Короленко. На правом берегу данная терраса прослеживается локально, прерывистой полосой шириной 40-200 м.
- II надпойменная терраса Барнаулки расположена только на левом берегу реки. Ширина — 500-950 м, абсолютные отметки высот 150-170 м. Граница с III террасой проходит по ул. Чкалова.
- III надпойменная терраса Барнаулки также прослеживается только на левобережье реки. Для неё характерен дюнно-грядовый рельеф в связи с развитием эоловых песков. Ширина террасы — 600-900 м. Абсолютные отметки высот - 170-185 м. Граница с Приобским плато проходит по ул. Молодёжной.